# Vernon L. Larson
Vernon L. Larson (* 25. Oktober 1948 in Vivian, South Dakota) ist ein US-amerikanischer Politiker (Republikanische Partei).

## Werdegang
Vernon L. Larson graduierte an der Vivian High School. 1970 erwarb er einen Bachelor of Arts an der Northern State University in Aberdeen (Brown County).
Seine politische Laufbahn begann er als Außendienstmitarbeiter des US-Senators James Abdnor. Von 1979 bis 2003 fungierte er als State Auditor von South Dakota. Larson ist der am längsten dienende konstitutionelle Staatsbeamte in der Geschichte von South Dakota. 1998 wurde er ohne Gegenkandidaten wiedergewählt. Es war das erste Mal in South Dakota, dass ein konstitutioneller Staatsbeamter ohne einen Gegenkandidaten bei einer Parlamentswahl in sein Amt gewählt wurde. Von 1998 bis 1999 war er Präsident der National Assocation of State Comptrollers. Larson saß im Executive Committee der National Association of State Auditors, Comptrollers and Treasurers und im State Board of Finance. Bei den Wahlen im Jahr 2002 wurde er zum State Treasurer von South Dakota gewählt. Am 6. Januar 2003 trat er seinen neuen Posten an. Larson wurde bei den Wahlen im Jahr 2006 wiedergewählt. Wegen einer Amtszeitbegrenzung auf zwei aufeinanderfolgende vierjährige Amtszeiten kandidierte er nicht erneut und schied Anfang 2011 aus seinem Amt. Im August 2013 ernannte ihn der Gouverneur von South Dakota Dennis Daugaard zum Commissioner of School and Public Lands von South Dakota, um eine Vakanz zu füllen, die durch den Rücktritt von Jarrod Johnson entstand. Seine Amtszeit endete im Januar 2015. Larson ist die erste Person in der Geschichte von South Dakota, welche drei unterschiedliche Staatsämter innehatte.
Er ist Mitglied der Boys State, der Elks, der Kiwanis, vom March of Dimes und vom United Way.